# Weiße Trichterlilie
Die Weiße Trichterlilie (Paradisea liliastrum), auch Weiße Paradieslilie oder Alpen-Paradieslilie genannt, ist eine Pflanzenart aus der Gattung Paradieslilien (Paradisea) in der Unterfamilie der Agavengewächse (Agavoideae).

## Beschreibung

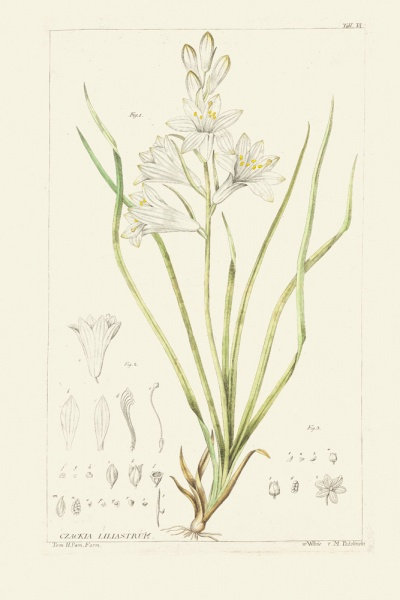
Illustration

### Vegetative Merkmale
Die Weiße Trichterlilie wächst als ausdauernde krautige Pflanze und erreicht Wuchshöhen von 30 bis 50 Zentimetern. Sie hat aufrechte, blattlose Stängel. Die Grundblätter sind grasartig, linealisch, der Blattgrund ist scheidig, den Stängel umfassend.

### Generative Merkmale
Die Blütezeit ist von Juni bis Juli. Die einseitswendigen, traubigen Blütenstände enthalten zwei bis zehn kurz gestielte Blüten. Die Tragblätter sind spitz und den Stängel umfassend.
Die weißen, stark duftenden Blüten sind 3 bis 5 Zentimeter lang und trichterförmig und dreizählig. Die sechs Blütenhüllblätter (Tepalen) sind gleichgestaltet. Es sind sechs Staubblätter vorhanden. Drei Fruchtblätter sind zu einem Fruchtknoten verwachsen. Der Griffel endet in einer verdickten Narbe.
Die Chromosomenzahl beträgt 2n = 16.

## Vorkommen
Die Weiße Trichterlilie ist vor allem in den Süd-, Mittel- und Westalpen, den Apenninen sowie den Pyrenäen in Höhenlagen von 800 bis 2500 Metern verbreitet.
Die Weiße Trichterlilie ist kalkliebende und wärmeliebende Pflanzenart. Sie gedeiht meist in Fettwiesen (Goldhaferwiesen), Magerrasen (Buntschwingelrasen des Verbands Festucion variae), Rostseggenhalden des Verbands Caricion ferrugineae und sonnige Lagen auf tiefgründigem Boden.
Die ökologischen Zeigerwerte nach Landolt et al. 2010 sind in der Schweiz: Feuchtezahl F = 3 (mäßig feucht), Lichtzahl L = 4 (hell), Reaktionszahl R = 3 (schwach sauer bis neutral), Temperaturzahl T = 2 (subalpin), Nährstoffzahl N = 3 (mäßig nährstoffarm bis mäßig nährstoffreich), Kontinentalitätszahl K = 3 (subozeanisch bis subkontinental).
In Österreich kommt diese geschützte Pflanzenart nur zerstreut im südwestlichen Kärnten (Karnische Alpen und Gailtaler Alpen) vor.

## Taxonomie
Die Erstveröffentlichung erfolgte 1753 unter dem Namen (Basionym) Hemerocallis liliastrum durch Carl von Linné in Species Plantarum, Tomus I, S. 324. Die Neukombination zu Paradisea liliastrum (L.) Bertol. wurde 1840 in Fl. Ital. 4, S. 133 veröffentlicht.

## Nutzung
Die Weiße Trichterlilie wird selten als Zierpflanze für Rabatten genutzt. Sie ist seit spätestens 1597 in Kultur. Es gibt wenige Sorten, beispielsweise 'Major' und 'Gigantea', die bis zu 1 Meter groß werden und 5 bis 6 Zentimeter lange Blüten haben, und 'Flore pleno' mit gefüllten Blüten.

## Bilder

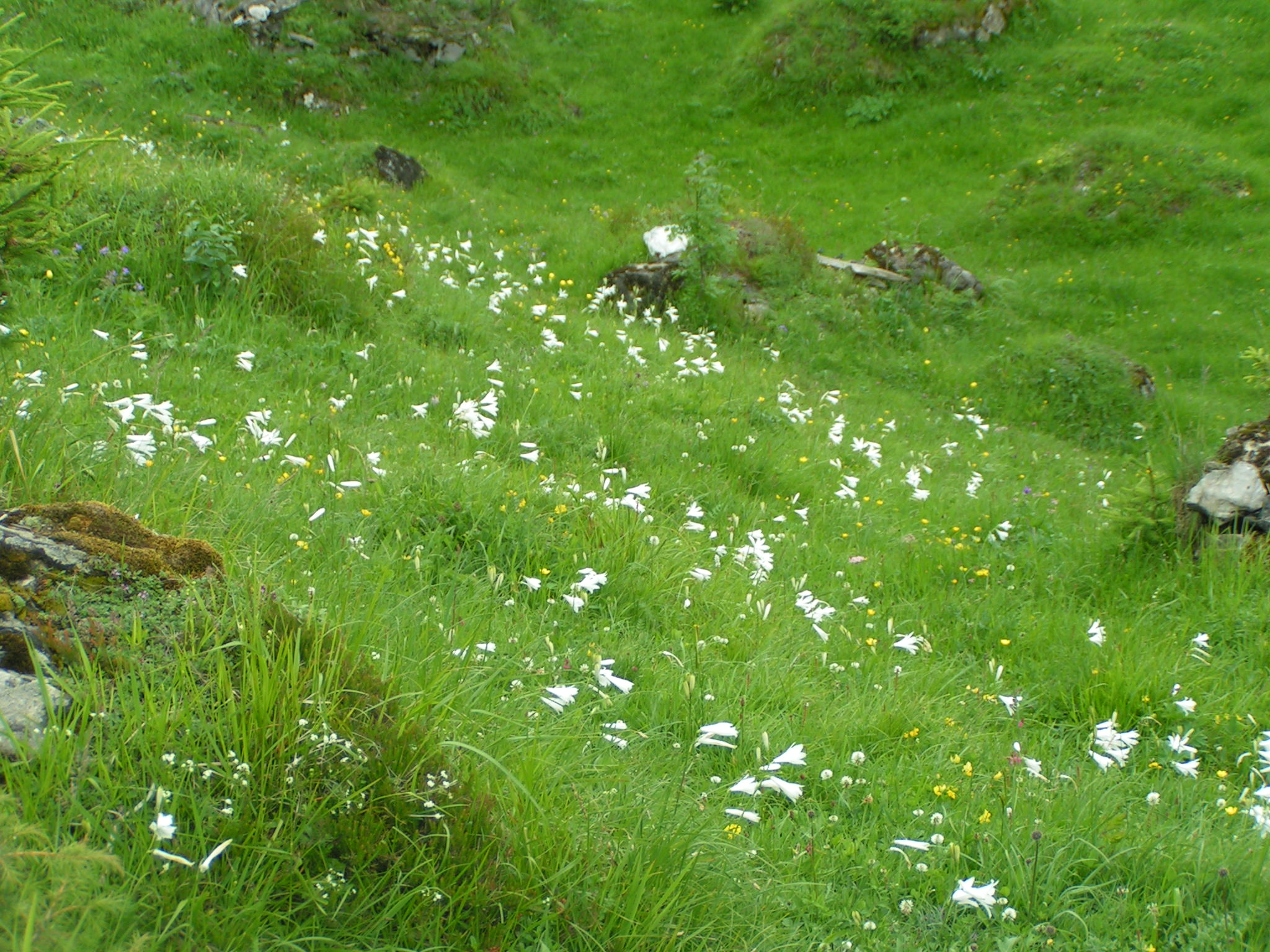
Habitat in der Schweiz
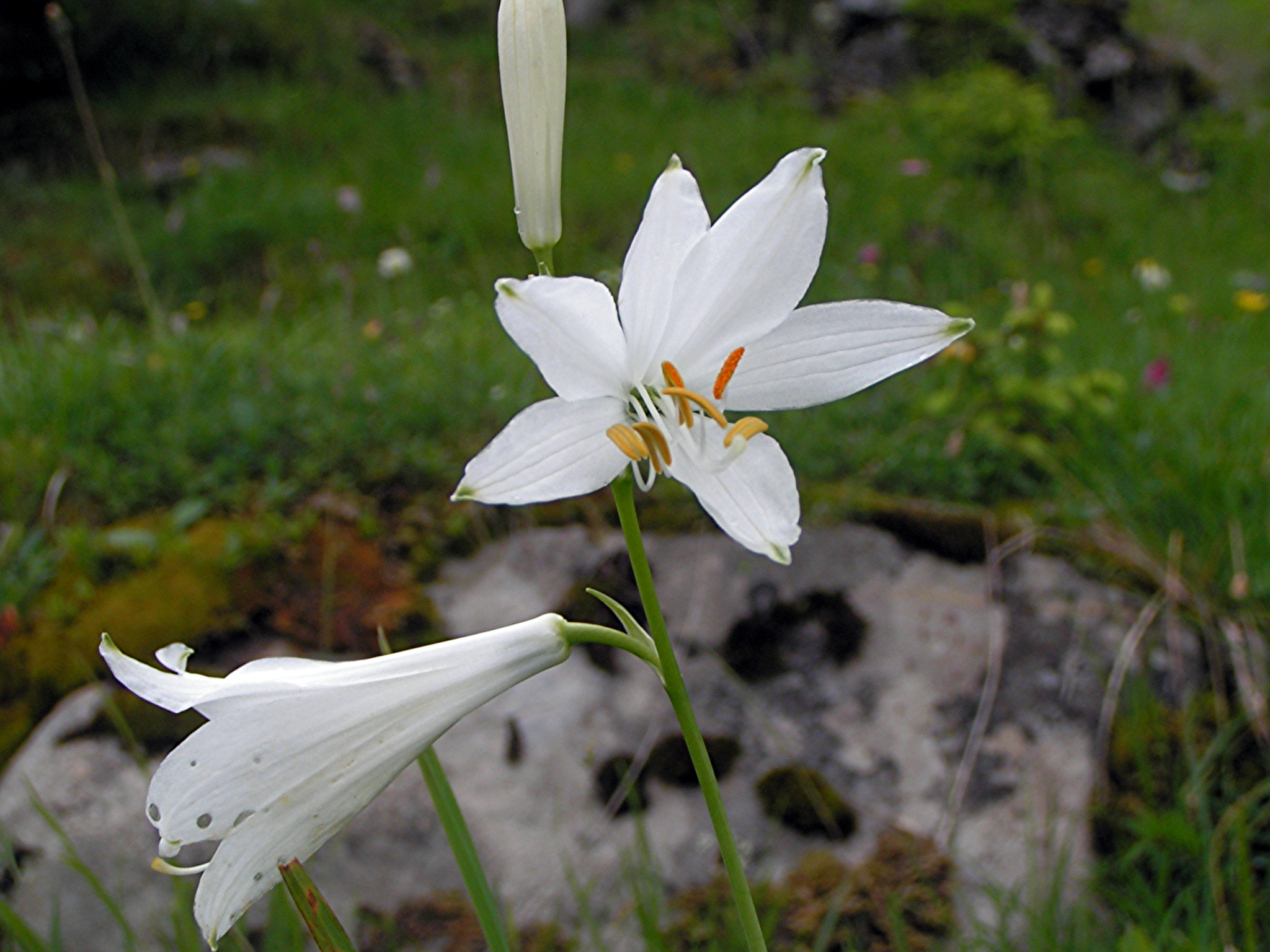
Blüten